# Виголов Олександр Миколайович
Олександр Миколайович Ви́голов (нар. 17 жовтня 1935, Сімферополь) — український художник-проєктант; член Спілки радянських художників України з 1973 року та Спілки дизайнерів України з 1988 року.

## Життєпис
Народився 17 жовтня 1935 року в місті Сімферополі (нині Автономна Республіка Крим, Україна). 1954 року закінчив Сімферопольське художнє училище, де навчався у Валентина Бернадського, Федора Захарова; 1966 року — Ленінградське вище художньо-промислове училище імені Віри Мухіної, був учнем Йосипа Вакса.
Мешкає у Сімферополі в будинку на вулиці Набережній, № 37, квартира № 28А.

## Творчість
Автор проєктів:
- виставки «Крим–72» у Кечкеметі;
- експозицій у Головному павільйоні Виставки досягнень народного господарства Української РСР у Києві (1974, 1987);
- експозиції Української РСР в Москві (1977);
- експозиції Криму на виставці «Україна. Десять років незалежності» у Києві (2001).